# دومينغو كابللو إي روبلس
دومينغو كابللو إي روبلس (بالإسبانية: Domingo Cabello y Robles) هو عسكري إسباني وكوبي، (ولد في ليون في إسبانيا 1725 – 1799 م).